# Tuchlin (Orzysz)
Tuchlin (deutsch Tuchlinnen) ist ein Dorf in der polnischen Woiwodschaft Ermland-Masuren und gehört zur Gmina Orzysz (Stadt- und Landgemeinde Arys) im Powiat Piski (Kreis Johannisburg).

## Geographische Lage
Tuchlin liegt in der östlichen Woiwodschaft Ermland-Masuren am Nordufer des Tuchlinner Sees (polnisch Jezioro Tuchlin), 20 Kilometer nördlich der Kreisstadt Pisz (deutsch Johannisburg).

## Geschichte
Gegründet wurde Tuchlinnen im Jahre 1477 und bestand aus einer Domäne, einem Vorwerk sowie zahlreichen Gehöften. 
Vonn 1874 bis 1945 war das Dorf in den Amtsbezirk Eckersberg eingegliedert.
Der Landgemeinde Tuchlinnen waren bis 1945 die Ortsteile Bahnhof Tuchlinnen, Vorwerk Tuchlinnen, Groß Sdengowen, Klein Sdengowen (polnisch: Zdęgówko) und Dombrowa (polnisch Dąbrowa) zugehörig. Im Jahre 1910 betrug die Gesamteinwohnerzahl 186. Sie stieg bis 1933 auf 308 und belief sich 1939 auf 421.
Aufgrund der Bestimmungen des Versailler Vertrags stimmte die Bevölkerung im Abstimmungsgebiet Allenstein, zu dem Tuchlinnen gehörte, am 11. Juli 1920 über die weitere staatliche Zugehörigkeit zu Ostpreußen (und damit zu Deutschland) oder den Anschluss an Polen ab. In Tuchlinnen stimmten 100 Einwohner für den Verbleib bei Ostpreußen, auf Polen entfielen keine Stimmen.
In Kriegsfolge kam das südliche Ostpreußen und mit ihm Tuchlinnen im Jahre 1945 zu Polen und erhielt die polnische Namensform „Tuchlin“. Heute ist der Ort Sitz eines Schulzenamtes (polnisch Sołectwo) und als solches eine Ortschaft im Verbund der Stadt- und Landgemeinde Orzysz (Arys) im Powiat Piski (Kreis Johannisburg), bis 1998 der Woiwodschaft Suwałki, seither der Woiwodschaft Ermland-Masuren zugeordnet.

## Kirche
Tuchlinnen war bis 1945 in die evangelische Kirche Eckersberg in der Kirchenprovinz Ostpreußen der Kirche der Altpreußischen Union sowie in die römisch-katholische Kirche in Pisz (deutsch Johannisburg) im Bistum Ermland eingepfarrt. Heute gehört Tuchlin katholischerseits zur Pfarrei Orzysz im Bistum Ełk der Römisch-katholischen Kirche in Polen. Die evangelischen Einwohner halten sich zur Kirche in der Kreisstadt Pisz in der Diözese Masuren der Evangelisch-Augsburgischen Kirche in Polen.

## Verkehr
Tuchlin liegt südlich der polnischen Landesstraße 16 (frühere deutsche Reichsstraße 127) und ist über einen Abzweig auf einem Landweg direkt zu erreichen. Das Dorf ist seit 1915 Bahnstation an der heute nicht mehr regulär befahrenen Bahnstrecke Czerwonka–Ełk (deutsch Rothfließ–Lyck). Der Haltepunkt liegt 1,5 Kilometer nordöstlich des Dorfes.